# Auf Wieder-Sehen Österreich
Auf Wieder-Sehen Österreich war eine vom Österreichischen Rundfunk produzierte Fernsehsendung, bei der Highlights aus legendären Kultsendungen des ORFs, sowie weiterem sehenswerten Videomaterial aus dem ORF-Archiv, auf komische und informative Art präsentiert werden.

## Stil und Layout der Sendung
Zu Beginn jeder Folge erklärt der Moderator, um welche Sendung aus dem Archiv es sich handelt. Anschließend werden der Inhalt sowie die Eckdaten der Sendung erörtert. Nach jedem Sendungsausschnitt informiert der Moderator den Zuseher weiter über die Sendung und leitet die nächste Sendungsszene ein. Meist wird dabei die Folge der präsentierten Sendung geändert, um im Laufe der Sendung die vorgestellte Archivsendung über den gesamten Zeitbereich der Produktion darzustellen.
Das gezeigte Archivmaterial liegt im Bildformat 4:3 vor, wodurch aufgrund des heute verwendeten Bildformat von 16:9 üblicherweise links und rechts im Bild Platz frei bleibt. Dieser Platz wird bei der Sendung dazu genutzt, um Informationen über die gerade gezeigte Szene darzustellen. Dabei wird sowohl der Titel der Folge der gezeigten Sendung als auch das Produktionsdatum eingeblendet, um den Zuseher einen Anhaltspunkt bezüglich des Alters der Sendung zu geben.
In gewissen Abständen wird in diesem freien Platz auch der Moderator der Sendung eingeblendet, welcher spezielle Szenen kurz kommentiert, oder den Zuseher auf bevorstehende Highlights vorzubereiten.

## Moderation und Sendeplatz
Präsentiert wird Auf Wieder-Sehen Österreich vom ORF-Radiomoderator Andreas Knoll.
Die Sendung wurde in unregelmäßigen Abständen im Sommer im Rahmen der Fernsehprogrammschiene Donnerstag Sommernacht in ORF eins gezeigt.

## Liste der Folgen
1. Dorf: Comedy-Führung durch das ORF-Zentrum
2. Mahlzeit: Comedysendung aus dem Jahre 2001
3. Die kranken Schwestern: Comedyformat aus den 1990er Jahren
4. Montevideo: Comedyshow mit Oliver Baier von 1994
5. Frau Pepi und die Buben: Comedy-Reportage mit Dirk Stermann und Christoph Grissemann von 1996
6. Projekt X: Diskussionssendung mit Humor von 1995
7. Suite 16: Comedy-Interviews mit Dirk Stermann und Christoph Grissemann von 1998
8. Blech oder Blume (1. Juli 2010): Partnervermittlungsshow aus den 1990er Jahren mit Dirk Stermann und Christoph Grissemann
9. Phettbergs Nette Leit Show (15. Juli 2010): Talkshow mit Hermes Phettberg aus den Jahren 1995 und 1996
10. Die Großen 10 (2. September 2010): Musikshow mit Udo Huber aus den Jahren 1983 bis 1992
11. Ohne Maulkorb (19. September 2010): Jugendsendung, die von 1967 bis 1987 vom ORF produziert wurde